# Katarzyna Kobro
Katarzyna Kobro (Moscou, 26 de janeiro de 1898 – Lodz, 21 de fevereiro de 1951) foi uma escultora polonesa de vanguarda e uma proeminente representante do movimento construtivista na Polônia. Pioneira da inovadora escultura abstrata multidimensional, ela rejeitou o esteticismo e defendeu a integração do ritmo espacial e os avanços científicos na arte visual.
Nascida em Moscou em uma família de herança mista alemã e russa, Kobro imigrou para a Polônia na década de 1920, onde produziu a maior parte de seu trabalho. Juntamente com seu marido, Władysław Strzemiński, ela trabalhou no conceito de espacialidade, incorporando a composição espacial, bem como elementos pré-fabricados e produtos industriais ou feitos pelo homem na escultura.

## Vida e carreira
Katarzyna Kobro nasceu em 26 de janeiro de 1898 em Moscou, no então Império Russo, em uma família multicultural. Seu pai, Nikolai Alexander Michael von Kobro, veio de uma família de alemães do Báltico da atual Letônia, e sua mãe, Evgenia Rozanov, era russa.  Ela passou seus primeiros anos em Riga, depois se mudou com sua família para Moscou em 1915. De 1917 a 1920, estudou na Escola de Pintura, Escultura e Arquitetura de Moscou. Ela foi membro da União de Artistas de Moscou com Kazimir Malevich, Olga Rozanova, Vladimir Tatlin e Alexander Rodchenko, entre outros.
Kobro foi uma das artistas de vanguarda mais progressistas do período entreguerras. Sob a influência do construtivismo, ela rejeitou os conceitos de esteticismo, individualismo e subjetivismo e, em vez disso, postulou o objetivismo absoluto da forma. Seu principal objetivo era construir uma obra de arte abstrata, baseada em regras universais e objetivas descobertas através da experimentação e análise espacial. Sua escultura conceituava o espaço infinito, que deveria ser visto como uniforme e sem pontos focais ou de referência, como a origem de um sistema de coordenadas. Portanto, ela se esforçou para organizar o espaço de tal forma que ele não fosse dividido em espaço fechado na forma e dela excluído, mas que a obra coexistisse com o espaço e deixasse o espaço penetrar nele. As composições espaciais únicas de Kobro tiveram um impacto considerável em vários artistas modernos, entre outros no escultor e pintor belga Georges Vantongerloo, cujas esculturas evoluíram ao longo das décadas de 1920 e 1930 sob a influência do trabalho de Kobro.
Suas obras foram exibidas em vários museus ao redor do mundo, incluindo Centro Georges Pompidou, Museo Reina Sofia, Museu de Arte Moderna de Nova York, Moderna Museet Malmö e Galeria Whitechapel.